# Ortrud Wagner
Ortrud Wagner, auch Trude Wagner, (vor 1895 – nach 1936) war eine Schauspielerin in deutschen Stummfilmen und Theaterschauspielerin.

## Leben
Wagner agierte von 1912 bis 1916 in Kurzfilmen, um ab 1917 dann in abendfüllenden Filmen aufzutreten. Sie drehte vier Filme mit Leo Peukert, arbeitete in zwei Produktionen der John Hagenbeck-Filmgesellschaft, in denen es um Raubtierdressur ging, mit Carl de Vogt und Cläre Lotto zusammen, in je einem Film mit dem Berliner Komiker Alfred Schmasow und den Hamburger Mundart-Humoristen Gebrüder Wolf.
Nach 1921 sind keine Filme mehr mit ihr nachweisbar.

## Filmografie (Auswahl)
- 1912: Verspielt
- 1916: Sein süßes Mädel
- 1917: Unheilbar
- 1918: An de Waterkant
- 1919: Die Rose des Fliegers
- 1919: Wenn Frauen lieben
- 1920: Die schwarze Spinne
- 1920: Ede & Co.
- 1920: Heiratsbüro Süßlein
- 1920: Mein Leben als Nachtredakteur
- 1920: Rote Spuren
- 1921: Die Schreckensnacht in der Menagerie
- 1921: Rennbahnschieber
- 1921: Die Tigerin